# Anisodes nebulosata
Anisodes nebulosata är en fjärilsart som beskrevs av Walker 1862. Anisodes nebulosata ingår i släktet Anisodes och familjen mätare. Inga underarter finns listade i Catalogue of Life.